# Can Pujol (Cabrera de Mar)
Can Pujol és una obra de Cabrera de Mar (Maresme) protegida com a Bé Cultural d'Interès Local.

## Descripció
Masia amb teulada a dues vessants, de planta baixa i dos pisos. Al segon pis, disposat guanyant espai a la golfa, les finestres formen una triple arcada. Les finestres del primer pis, en canvi, tenen la llinda horitzontal i estan emmarcades amb elements de pedra. Portal rodó dovellat. a la banda lateral dreta de la façana principal, entre l primer i el segon pis, hi ha un rellotge de sol amb la següent inscripció: "Tu sense sol i jo sense fe no valem res".

## Història
Aquesta masia de finals del segle xvii és actualment una residència per a la tercera edat.